# Xâm nhập tĩnh lặng

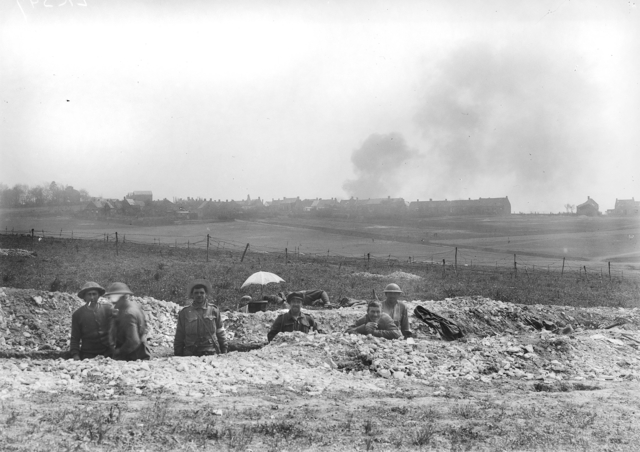
Quân đội Úc chiếm một vị trí gần Villers-Bretonneux vào tháng 5 năm 1918. Trong suốt tháng 4, tháng 5 và tháng 6, quân Úc đã thực hiện một loạt các cuộc tấn công trong khu vực.

Xâm nhập tĩnh lặng, xâm nhập hòa bình, hay thâm nhập hòa bình (tiếng Anh: Peaceful penetration) là một chiến thuật bộ binh được sử dụng vào cuối Thế chiến thứ nhất bởi quân đội Úc và New Zealand, một chiến thuật giao thoa giữa chiến đấu chiến hào và tuần tra. Tính năng chiến thuật tương tự đột kích chiến hào (cụ thể là tập hợp tù nhân, tiến hành trinh sát và chiếm lĩnh vùng đất không có người), với mục đích khác là chiếm cứ tuyến tiền đồn của kẻ thù. Thuật ngữ xuất phát từ mô tả của báo chí Anh trước chiến tranh về tiến độ thâm nhập của thương mại Đức vào Đế quốc Anh là "thâm nhập hòa bình".

## Mô tả

### Phát triển
Vào giữa năm 1918, Tổng tấn công Mùa xuân 1918 đến hồi kết thúc, quân đội Úc bắt đầu tiến hành các cuộc tuần tra vào các dãy đất No Man's Land. Các tuyến phòng thủ từ sau cuộc Tổng tấn công Mùa xuân không có nhiều công sự và phân bố rời rạc, người Úc đã phát hiện ra rằng các cuộc tuần tra có thể xâm nhập vào tuyến tiền đồn của Đức và tiếp cận các tiền đồn từ phía sau. Theo cách này, có thể chiếm các tiền đồn một cách nhanh chóng, mà không mấy khó khăn. Chiến thuật này lần đầu tiên được báo cáo là được sử dụng vào ngày 5 tháng 4 năm 1918 bởi Tiểu đoàn 58, Lữ đoàn 15, Sư đoàn 5 của Úc. Tuy nhiên, trong vòng một vài tuần, tất cả năm đơn vị của Úc đã sử dụng chiến thuật này, với một số đơn vị sử dụng chiến thuật này nhiều hơn các đơn vị khác (ví dụ, Sư đoàn 3 đã tiến hành chiến thuật này vào ba trong mỗi năm ngày của tháng Tư). Ở một số đơn vị, nó được coi là một cuộc thi đua, với các đại đội của Tiểu đoàn 41 cạnh tranh để xem ai có thể bắt được nhiều tù nhân nhất.
Một chiến thuật tương tự đã được sử dụng trong trận Messines vào năm 1917, được gọi là "tìm kiếm". Tương tự như vậy, một cuộc đột kích chiến hào trước đó đã được thực hiện gần Messines vào ngày 16 tháng 11 năm 1915 bởi quân Canada.

### Ảnh hưởng đến tinh thần Đức
Ảnh hưởng đối với tinh thần quân Đức khá rõ rệt, với hiệu ứng Xâm nhập tĩnh lặng được cả phe Đồng minh và Đức chú ý. Tham mưu trưởng Quân đoàn 2 Đức đã ban hành báo cáo sau đây vào ngày 13 tháng 7 năm 1918:
Trong vài ngày qua, người Úc đã thành công trong việc thâm nhập, hoặc bắt tù nhân, từng phần hoặc toàn bộ. Họ đã xâm nhập, đôi khi ngay cả trong thời gian ban ngày, thành công trong việc chiếm phần lớn khu vực tiền tuyến của cả một sư đoàn. Quân đội phải chiến đấu. Chúng ta không được nhường mọi cơ hội và tìm cách tránh né chiến đấu... Cách tốt nhất để khiến kẻ thù cẩn thận hơn trong nỗ lực đẩy chúng ta từng chút một ra khỏi tuyến tiền đồn và khu vực tiền tuyến là thực hiện trinh sát tích cực... Nếu kẻ thù có thể thành công trong việc ghi điểm thành công mà không cần bất kỳ sự hỗ trợ đặc biệt nào của pháo binh hoặc sự trợ giúp từ các đội đặc nhiệm, chúng ta phải trong tư thế làm điều tương tự.

Một người lính Đức bị bắt được báo cáo như sau:
Bạn là người Úc máu mặt, khi bạn ở trong tuyến, bạn giữ yên chúng tôi trên chốt và luồng qua; chúng tôi không bao giờ biết khi nào bạn đi qua.

Tướng Herbert Plumer, chỉ huy của Quân đoàn 2 Anh, tuyên bố:
Đồng thời tôi muốn nói với bạn rằng không có sư đoàn nào, chắc chắn trong đạo quân của tôi, và có lẽ trong toàn quân Anh, đã làm nhiều việc để tiêu diệt tinh thần của kẻ thù hơn Sư đoàn 1 Úc.

### Tiến độ
Khi mặt đất liên tục bị chiếm giữ trên cơ sở tấn công liên tục bằng cách sử dụng sự xâm nhập tĩnh lặng, tiền tuyến liên tục được đẩy tới. Sau trận Hamel, trận chiến thứ hai được yêu cầu bởi Nguyên soái Douglas Haig vào ngày 11 tháng 7 trong việc tấn công cao nguyên Villers-Bretonneux. Tuy nhiên, hầu như chưa có kế hoạch bắt đầu, thì họ nhận ra rằng khu vực (tuyến dài 4.500 yard (4.100 m), đến độ sâu 1.000 yard (910 m)) đã bị chiếm bởi hai lữ đoàn thông qua sự xâm nhập tĩnh lặng. Ngoài ra, Sư đoàn 3 Úc buộc tiền tuyến Đức lùi một dặm tại Morlancourt.

## Yêu cầu
Xâm nhập tĩnh lặng dựa vào các cuộc tuần tra xâm nhập vào các tiền đồn của Đức và tiếp cận họ từ phía sau. Do đó, một trong những yêu cầu chính để xâm nhập tĩnh lặng thành công là địa hình tác chiến phải có độ che phủ tốt (ví dụ: các phương pháp được che phủ như mương nước) hoặc có đủ lớp phủ mặt đất (cây, cỏ, v.v.). Do đó, chỉ sau khi cuộc Tấn công Mùa xuân của Đức buộc quân Đồng minh ra khỏi địa hình chiến đấu trước đó chuyển sang địa hình không bị pháo phá hủy, việc xâm nhập tĩnh lặng trở nên khả thi.
Khi xâm nhập tĩnh lặng thực thi tốt nhất khi các đội tuần tra tiếp cận các tiền đồn từ phía sau, việc thiếu các công sự nối liền (chiến hào và hàng rào) cũng khiến xâm nhập tĩnh lặng thành công. Do đó, chiến thuật này chỉ giới hạn ở những khu vực thiếu phòng thủ tốt. Yêu cầu cuối cùng để xâm nhập tĩnh lặng thành công là các đội quân tuần tra cần phải có một "tinh thần" hiếu chiến, tràn trề, để thể hiện số lượng lớn sáng kiến (vì các đội tuần tra thường sẽ có ít hơn một chục thành viên) và sở hữu sự táo bạo (như không có gì lạ khi những người lính Úc đơn độc tấn công thành công những tiền đồn chứa nửa tá lính Đức). Tương tự, chiến thuật này hoạt động tốt nhất khi thấy những người lính Đức có khả năng đầu hàng hơn là chiến đấu khi bị tấn công.

## Ví dụ về xâm nhập tĩnh lặng
Một ví dụ về sự xâm nhập tĩnh lặng là một loạt các cuộc tuần tra được thực hiện vào ngày 11 tháng 7 năm 1918 do trung úy CR Morley và GE Gaskell chỉ huy (mỗi đội tuần tra chỉ có bốn người). Cuộc tuần tra do Trung úy Gaskell dẫn đầu đã bắt được 32 lính Đức và ba súng máy. Cuộc tuần tra do Trung úy Morley dẫn đầu đã bắt được 36 lính Đức và bốn súng máy. Kết quả của việc lãnh đạo các cuộc tuần tra này, cả hai trung úy Gaskell và Morley đều được trao tặng Bội tinh Chiến công, và những người khác trong các cuộc tuần tra đã nhận được Huân chương Ứng chiến Xuất sắc. Như đã lưu ý trong Nhật ký Chiến tranh Tiểu đoàn 1:
Các cuộc tuần tra tiếp tục thực hiện vào buổi sáng và đã thành công trong việc chiếm giữ toàn bộ lực lượng đồn trú của quân địch.
Vào lúc 2 giờ chiều, sĩ quan chỉ huy đã quyết định khai thác thành công xâm nhập với kết quả là đường tiến của chúng tôi đã xâm nhập...vào sâu trung bình 200 thước.
Tổng số tù nhân của chúng tôi lên tới hai sĩ quan, 98 lính và tám súng máy.